# Le Chevalier à la croisée des chemins
Le Chevalier à la croisée des chemins (en russe : Витязь на распутье) est un tableau de Viktor Vasnetsov.

## Historique
Viktor Vasnetsov dessine les premières esquisses de cette toile au début des années 1870.
En 1877, avec l'aide de son frère Arcadi (Apollinaire Mikhaïlovitch), il peint une étude intitulée « Guerrier au casque et à la cotte de mailles ». Le sujet de l’œuvre lui est inspirée des impressions laissées par la byline « Ilya Mouromets et les voleurs ».
Il termine la même année cette première version qu'il présente à la VIe exposition itinérante de 1878.
En 1882, il donne les derniers coups de pinceaux à l’œuvre qu'il offre au mécène Savva Mamontov.
Dans une lettre au critique d'art Vladimir Stassov, Vasnetsov écrit:
« Sur la pierre est inscrit: « Si droit devant tu vas, aucune vie ne trouveras. Par là point de route, ni à pied, ni à cheval, ni par les airs ». Plus loin: « Si à droite tu vas, une épouse tu trouveras. Si à gauche tu vas, fortune tu feras » inscriptions que j'ai en parties effacées, ou cachées sous la mousse. J'ai moi-même trouvé ces vers à la bibliothèque publique, avec votre aimable assistance »
Vladimir Stassov fait une critique élogieuse du tableau.
Dans les premières esquisses, le chevalier fait face au spectateur, et une route est dessinée. La toile finale est plus grande, la composition plus dense, qui renforce la représentation monumentale du chevalier. Vasnetsov supprime la route pour accroître la charge émotionnelle et indiquer qu'il n'y a d'autre issue qu'à travers la pierre.
Vasnetsov a traité et traitera encore le thème du cavalier en 1870 dans son aquarelle intitulée « Bogatyr », en 1898 dans le célèbre « Les Bogatyrs », et, en 1914, pour « Le galop des chevaliers ».
Le Chevalier à la croisée des chemins est une peinture à l'huile. La version de 1882 est conservée au Musée Russe de Saint-Pétersbourg, et celle de 1878 au musée d'art et d'histoire de Serpoukhov.
Une représentation en est faite sur la tombe de Viktor Vasnetsov, au cimetière de la Présentation de la Vierge de Moscou.

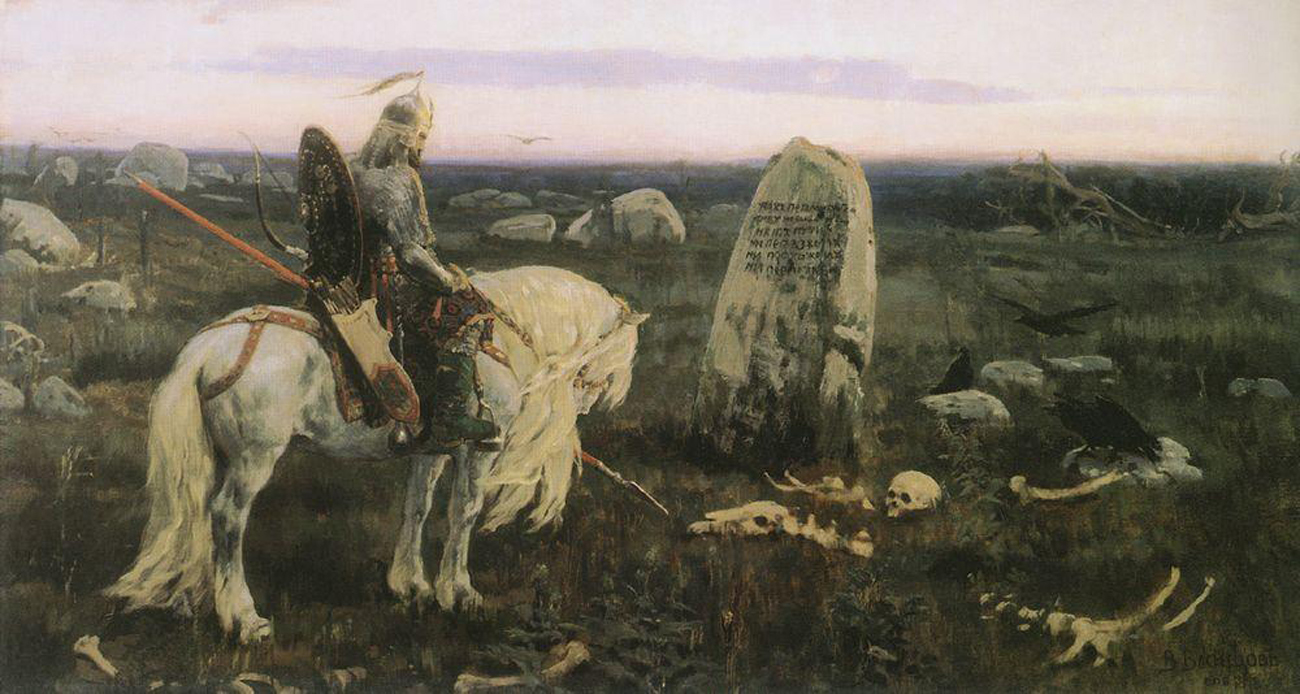
Version de 1878, au musée d'art et d'histoire de Serpoukhov

## Analogies
Le thème de la croisée des chemins est évoqué dans diverses œuvres de la littérature de chevalerie occidentale. Ainsi, dans Méraugis de Portlesguez de Raoul de Houdenc (début du XIIIe siècle), Méraugis, sur les conseils d'une demoiselle (probablement une fée), se retrouve-t-il face à une croix portant une inscription magique, qu'il entend expliquer par une voix en même temps qu'il la lit : l'une des voies s'appelle la Route sans Merci, la seconde la Route de l'Injustice, la troisième la Route sans Nom : c'est cette dernière que le héros finit par choisir.